# Hyppa semiconfluens
Hyppa semiconfluens är en fjärilsart som beskrevs av Barend J. Lempke 1942. Hyppa semiconfluens ingår i släktet Hyppa och familjen nattflyn. Inga underarter finns listade i Catalogue of Life.